# Volejbol'nyj klub Samotlor
Il Volejbol'nyj Klub Samotlor è una società pallavolistica maschile russa con sede a Nižnevartovsk: milita nel campionato di Superliga.

## Storia
Il Volejbol'nyj Klub Samotlor nasce il 1º luglio 1987 su iniziativa di Leonida Filimonova, presidente dell'associazione Nižnevartovskneftegaz, e partecipa prima a tornei di carattere promozionale contro altre formazioni sovietiche, poi a una competizione internazionale che vede la partecipazione di squadre provenienti da Iraq, Giappone e Arabia Saudita; il primo successo in competizioni ufficiali arriva nel 1990, quando conquista la Coppa della Siberia e dell'Estremo Oriente. Nella stagione 1991-92 vince la 1-ja Liga della Comunità degli Stati Indipendenti, entrando così di diritto nel primo livello del neonato campionato russo, la Visšaja Liga 1992, e ottenendo alcuni buoni piazzamenti, fra cui due terzi posti, che qualificano la squadra per la prima volta alle coppe europee: nella Coppa CEV 1993-94 viene sconfitta in finale dalla Pallavolo Padova, mentre nell'edizione successiva esce in semifinale contro un'altra squadra italiana, la Pallavolo Parma. In ambito nazionale la squadra ottiene la vittoria della Coppa di Russia 1993 e una nuova affermazione nella Coppa della Siberia e dell'Estremo Oriente; dopo pochi anni arriva però la prima retrocessione in Visšaja Liga A, avvenuta nel 1996-97.
Dopo una sola annata nel campionato cadetto il club torna in Superliga, dove rimane per diverse stagioni senza mai andare oltre il quinto posto in classifica, ma qualificandosi ancora una volta per la Coppa CEV: stavolta il cammino si arresta agli ottavi di finale; la quattordicesima posizione del campionato 2003-04 porta a una nuova retrocessione, e sono necessari tre anni per il ritorno nella massima serie, dalla quale viene nuovamente estromessa nel 2008-09: stavolta il periodo di anonimato nella seconda divisione del campionato è molto più lungo, ma grazie alla vittoria della Visšaja Liga A 2013-14 la squadra viene promossa nella Superliga 2014-15.

## Rosa 2014-2015
| N° | Nome               | Ruolo | Data di nascita   | Nazionalità sportiva |
| -- | ------------------ | ----- | ----------------- | -------------------- |
| 1  | Aleksandr Platonov | S     | 22 dicembre 1983  | Russia               |
| 2  | Dmitrij Berezin    | L     | 13 luglio 1987    | Russia               |
| 4  | Roman Chandrolin   | P     | 10 aprile 1982    | Ucraina              |
| 8  | Anton Karpuchov    | S     | 23 aprile 1988    | Russia               |
| 9  | Dmitrij Poljakov   | C     | 5 aprile 1984     | Russia               |
| 10 | Dmitrij Leont'ev   | S     | 8 gennaio 1989    | Russia               |
| 11 | Valentin Krotkov   | L     | 1º settembre 1991 | Russia               |
| 12 | Sergej Anojkin     | C     | 29 novembre 1988  | Russia               |
| 13 | Artëm Abašin       | S     | 23 febbraio 1994  | Russia               |
| 14 | Sergej Tjutin      | S/O   | 3 agosto 1989     | Ucraina              |
| 15 | Sergej Šul'ga      | P     | 24 aprile 1981    | Russia               |
| 16 | Vladimir Šumkin    | P     | 11 ottobre 1993   | Russia               |
| 17 | Aleksej Safonov    | C     | 6 settembre 1989  | Russia               |
| 18 | Vjačesalv Tarasov  | S/O   | 2 febbraio 1988   | Russia               |
| 20 | Nikolaj Čepura     | S     | 4 agosto 1996     | Russia               |

## Palmarès
- Coppa di Russia: 1

1993
- Coppa della Siberia e dell'Estremo Oriente: 7

1990, 1993, 1996, 1997, 1999, 2001, 2005